# Pan Tadeusz
Pan Tadeusz is een film uit 1999 van de Poolse regisseur Andrzej Wajda. De muziek is gecomponeerd door Wojciech Kilar.

## Film
De film is gebaseerd op een episch gedicht van Adam Mickiewicz uit 1834. Het handelt in de tijd vlak na het uiteenvallen of beter gedwongen splitsing van het Pools-Litouwse Gemenebest in 1811 en 1812. Plaats van handeling is het dorp Soplicowo in Litouwen. Het moment is de liefde tussen Tadeusz Soplica en Zosia, wier beider families in een vete zijn betrokken. Dit speelt zich af tegen de achtergrond van de onmin tussen de plaatselijke bevolking en het Russische leger dat inmiddels Litouwen bezet hield. Datzelfde leger kon Mickiewicz niet censureren, want die werkte inmiddels in Parijs. Het gedicht is verplichte kost op scholen in Polen.
De film werd gespeeld door voornamelijk Poolse acteurs, onder wie Michał Żebrowski, en kwam uit in 1999.

## Rolverdeling
| Acteur                | Personage                         |
| --------------------- | --------------------------------- |
| Boguslaw Linda        | Jacek Soplica alias Priest Robak, |
| Michal Zebrowski      | Tadeusz                           |
| Alicja Bachleda-Curus | Zosia Horeszko                    |
| Grazyna Szapolowska   | Telimena                          |
| Andrzej Seweryn       | Judge Soplica                     |
| Marek Kondrat         | Count Horeszko                    |
| Daniel Olbrychski     | Gervazy                           |
| Krzysztof Kolberger   | Adam Mickiewicz                   |
| Sergey Shakurov       | Rykow                             |
| Jerzy Binczycki       | Maciej Królik-Rózeczka            |
| Jerzy Trela           | Podkomorzy                        |
| Jerzy Gralek          | Wojski                            |
| Marian Kociniak       | Protazy                           |
| Piotr Gasowski        | Rejent                            |
| Andrzej Hudziak       | Asesor                            |
| Marek Perepeczko      | Maciej Chrzciciel                 |

## Muziek
Kilar, een van de vooraanstaande Poolse componisten werd gevraagd de filmmuziek te schrijven. Hij leverde aan aantal stukken in die uitermate romantisch en gedragen zijn. De titels van de werkjes zijn alle in het Pools. Op de Poolse markt verscheen een compact disc, die die filmmuziek bevatte. Het Pools Nationaal Radio-Symfonieorkest speelde het muziekalbum van circa 55 minuten vol onder leiding van Antoni Wit. De muziek leunt tegen de minimal music uit de klassieke muziek aan behalve de poppy titelsong, die gezongen wordt door een Pools duo. Het album verscheen bij EMI Polen.

### Delen
1. Inwokacja
2. Polowanie
3. Echo
4. Swiatynia Dumania
5. Mrówki
6. Tadeusz I Zosia
7. Rok 1812
8. Tomasz, Karabele!
9. Zascianek
10. Bitwa
11. Smierc Jacka Soplicy
12. Tadeusz I Telimena
13. Koncert Jankiela
14. Kochajmy Sie
15. Polonez
16. Inwokacja
17. Soplicowo (popliedje)
18. Soplicowo (Instrumentaal)

Kilar distilleerde uit de filmmuziek een suite van 25 minuten, waarbij het volgend instrumentarium gebruikt werd:
- 3 dwarsfluiten, 3 hobo’s, 3 klarinetten, 2 fagotten
- 4 hoorns, 3 trompetten, 3 trombones
- percussie waaronder pauken, 2 harpen, een piano of celesta
- 16 eerste violen, 12 tweede violen, 12 altviolen, 8 celli en 8 contrabassen

## Trivia
- De compositie Polonez wordt vaak gebruikt bij de openingsdans van de Studniówka.[1]